# مشیره
مشیره (به عربی: المشيرة) یک شهرداری در الجزایر است که در استان میله واقع شده‌است. مشیره ۱۹۲٫۲۲ کیلومتر مربع مساحت و ۱۲٬۹۰۸ نفر جمعیت دارد.